# Hof van Twente
Hof van Twente (anhörenⓘ) ist eine Gemeinde in der niederländischen Provinz Overijssel.

## Orte
In der Gemeinde liegen folgende Orte (die wichtigsten sind kursiv gedruckt):
- Delden (7365 Einwohner)
- Diepenheim (2665 Einw.)
- Goor, Sitz der Gemeindeverwaltung, 12.240 Einwohner
- Markelo (7320 Einw.)
- Azelo (245 Einw.)
- Bentelo (2260 Einw.)
- Hengevelde (2295 Einw.)
- und einige kleinere Ortschaften.

Stad Delden, Diepenheim, Goor, Markelo und Ambt Delden waren selbständige Gemeinden, die 2001 in der neuen Gemeinde aufgingen.

## Lage und Wirtschaft
Die Gemeinde liegt südwestlich von Almelo, nordöstlich des Achterhoek (Provinz Gelderland) und südöstlich von Rijssen-Holten, also mitten in der Provinz Overijssel. Goor und Delden haben Asbestzement-, Metall- und Kunststoffindustrie. Überall in der von mehreren Bächen durchquerten Gemeinde gibt es kleine Wälder, schöne Landsitze, alte Wassermühlen und kleine Schlösser. Viele Touristen besuchen dieses ländliche Gebiet. Sie wohnen in kleinen Hotels, Ferienhäusern und auf Campingplätzen und sogar Bauernhöfen. Die Landwirtschaft ist ebenfalls von Bedeutung, und es gibt auch viel damit zusammenhängendes Kleingewerbe.

## Geschichte

### Goor
Goor (deutsch Schlick, Tiefland, Dreck) erhielt 1263 das Stadtrecht. Der Truchsess von Twente, der dieses Gebiet im Namen des Utrechter Fürstbischofs verwaltete, residierte im späten Mittelalter in Goor. In der Umgebung entstanden einige Schlösser, u. a. Haus Heeckeren 1412, das seit 1899 ein Kloster ist. Goor hatte einen kleinen Hafen an dem Fluss Regge, aber als 1936 der Twentekanal fertiggestellt war, entstand dort ein Industriehafen.
Die Eternitfabrik, die Asbestzement erzeugt, brachte Goor viele Probleme. Jedermann durfte jahrzehntelang Produktionsrückstände des Betriebes kostenlos zum Anlegen von Straßen und Gartenpfaden nutzen. Dass dieses Material krebserregende Asbestteilchen enthält, erfuhr man in Goor erst um 1990. Daraufhin musste in einem großen Teil der Stadt eine Bodensanierung durchgeführt werden. Einige ehemalige Arbeitnehmer, die durch die Arbeit bei Eternit an Krebs erkrankt waren, und deren Nachkommen, haben zwischen 1990 und 2006, mit ganz unterschiedlichem Erfolg, Gerichtsverfahren gegen das Unternehmen geführt.

### Delden

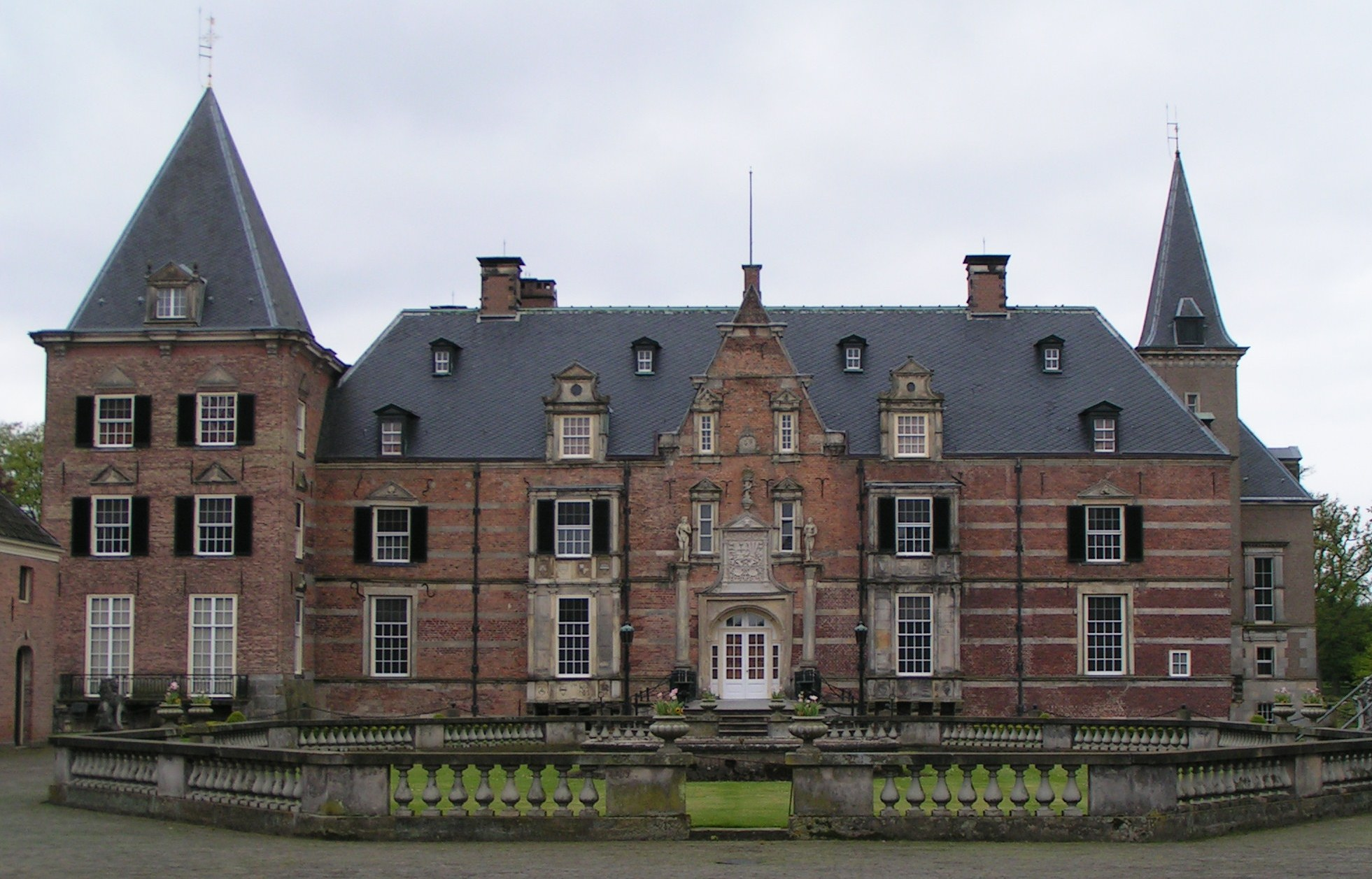
Schloss Twickel

Delden erhielt 1333 das Stadtrecht. Sein runder Stadtkern war einige Jahrhunderte mit Erdwällen befestigt. Neben dem Ort liegt das Schloss Twickel. Es stammt in seiner heutigen Form hauptsächlich aus dem 17. und 19. Jahrhundert. Es ist nur von außen zu besichtigen, aber die Parkanlagen und Wälder des 60 km² großen Landsitzes sind teils frei zugänglich. Von 1347 bis 1580 war es im Besitz der Familie von Twickel, ab 1580 der von Raesfeld und ab 1714 der Van Wassenaer, durch die Ehe der Marie Cornélie van Wassenaer Obdam (1799–1850) kam es an die Familie van Heeckeren van Kell, die den Namen van Heeckeren van Wassenaer annahm. Baronin Marie Amélie van Heeckeren van Wassenaer, geb. Gräfin van Aldenburg Bentinck (1879–1975), brachte Schloss und Gut 1953 in eine Stiftung ein, die von ihrem Großneffen Christian Graf zu Castell-Rüdenhausen (1952–2010) und jetzt von dessen Erben verwaltet wird.
1886 wurde bei Schloss Twickel Kochsalz im Boden entdeckt. Das führte zur immer noch betriebenen Salzgewinnung in Hengelo. In Markelo wurden Grabhügel aus der Vorgeschichte entdeckt.

## Politik
Die christdemokratische CDA gewann im Jahr 2022 auch die achte Kommunalwahl der Gemeindegeschichte. Jedoch musste sie dabei Stimmverluste von rund 6,4 Prozentpunkte hinnehmen.

### Gemeinderat
Der Gemeinderat von Hof van Twente wird seit der Gemeindegründung wie folgt gebildet:
| CDA                              | 10 | 9  | 9  | 9  | 9  | 7  |
| Gemeente Belangen Hof van Twente | 5  | 4  | 2  | 3  | 3  | 5  |
| VVD                              | 4  | 3  | 4  | 4  | 4  | 4  |
| In Beweging                      | –  | –  | –  | –  | –  | 3  |
| PvdA                             | 4  | 7  | 6  | 4  | 4  | 3  |
| D66                              | 0  | –  | 2  | 3  | 2  | 2  |
| SP                               | 0  | –  | 1  | 2  | 2  | 1  |
| GroenLinks                       | –  | –  | –  | 0  | 1  | –  |
| ChristenUnie                     | –  | –  | –  | 0  | –  | –  |
| Burger Partij Hof                | –  | 2  | 1  | 0  | –  | –  |
| Liberaal Een                     | –  | 0  | –  | –  | –  | –  |
| Gesamt                           | 23 | 25 | 25 | 25 | 25 | 25 |

## Sehenswürdigkeiten
Überall in Hof van Twente (Garten von Twente) kann man gut wandern oder auf Radtour gehen, denn es gibt in der von mehreren Bächen durchquerten Gemeinde kleine Wälder, schöne Landsitze, alte Wassermühlen und kleine Schlösser. Viele Touristen besuchen daher dieses ländliche Gebiet. Sie wohnen in kleinen Hotels, Ferienhäusern und auf Campingplätzen oder Bauernhöfen. 

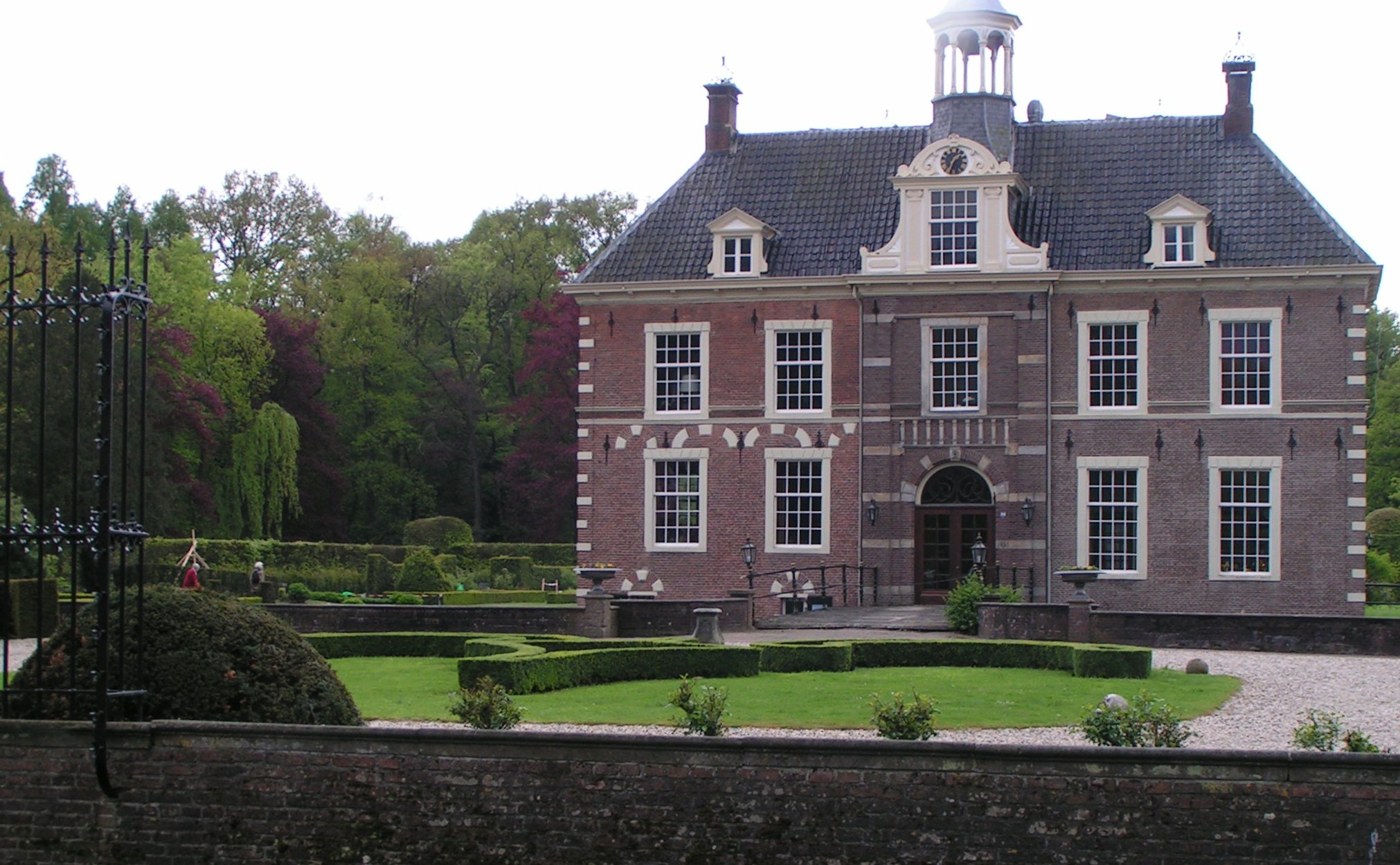
Schloss Warmelo

Schloss Warmelo bei Diepenheim wurde 1315 erbaut und dann mehrmals zerstört und wieder aufgebaut. 1952 erwarb es der Prinzgemahl Bernhard zur Lippe-Biesterfeld für seine Mutter, Prinzessin Armgard, die bis zu ihrem Tode 1971 dort lebte. Danach wechselte es mehrfach den Besitzer. Die Gärten, teils im französischen, teil im englischen Stil, gehören zu den schönsten der Niederlande. Der Park ist von Mai bis Anfang Oktober zu besichtigen.

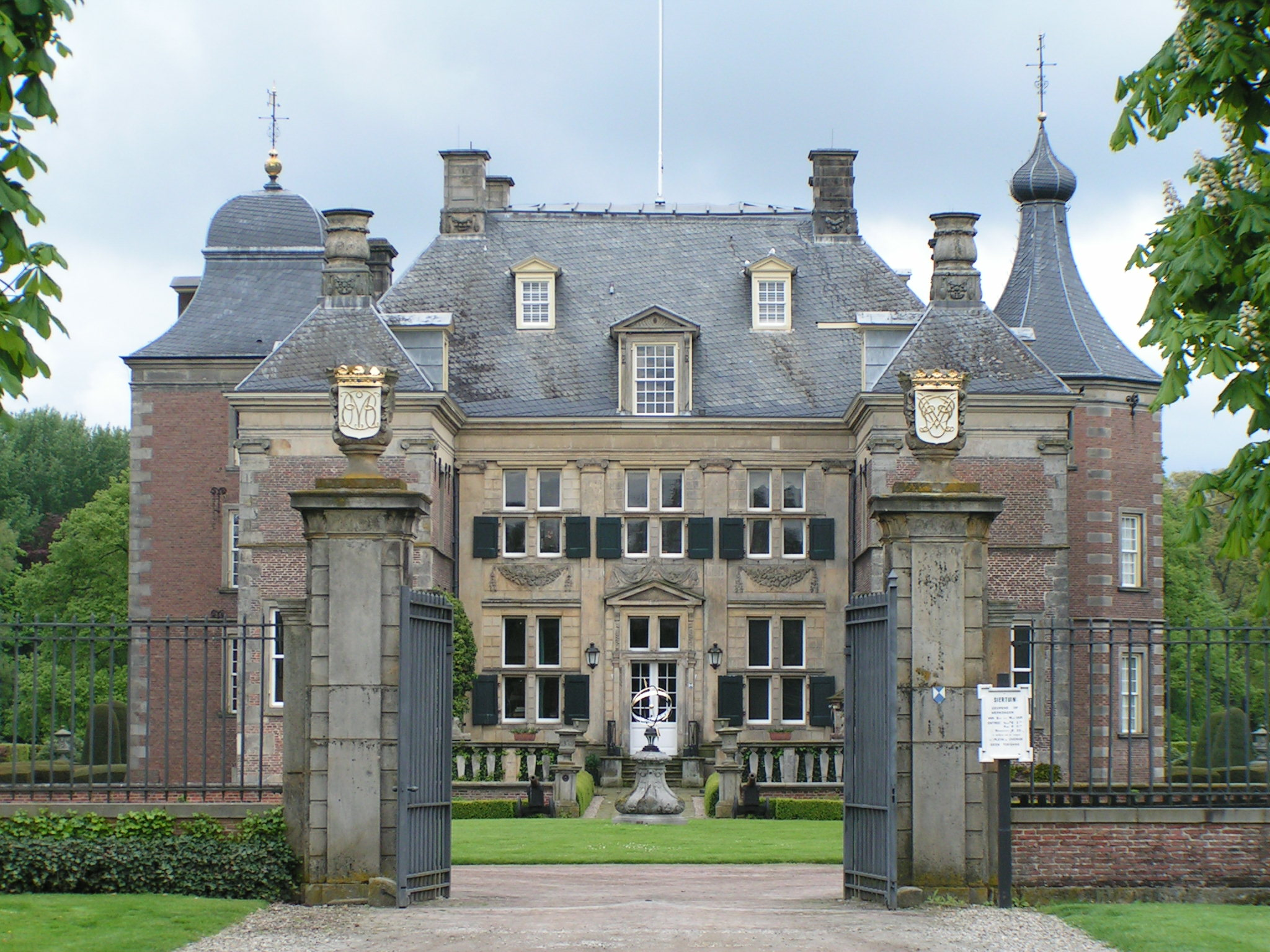
Schloss Weldam

Schloss Weldam zwischen Markelo und Goor, wurde an der Stelle einer älteren Wasserburg in der Mitte des 17. Jahrhunderts im Renaissancestil aus Bentheimer Sandstein mit Ornamenten errichtet und Ende des 17. Jahrhunderts um zwei Seitenflügel, Seitengebäude und das monumentale Hoftor ergänzt. Damals im Besitz der Ripperda, fiel es 1751 im Erbgang an die Wassenaer, 1877 durch Heirat an die Grafen Aldenburg-Bentinck und 1914 durch Heirat an die Grafen zu Solms-Sonnenwalde. Gegenwärtiger Besitzer ist Alfred Graf zu Solms-Sonnenwalde. Auch von diesem Schloss sind nur die schönen Gärten – gegen Bezahlung – und die Wälder – kostenlos – zu besichtigen.

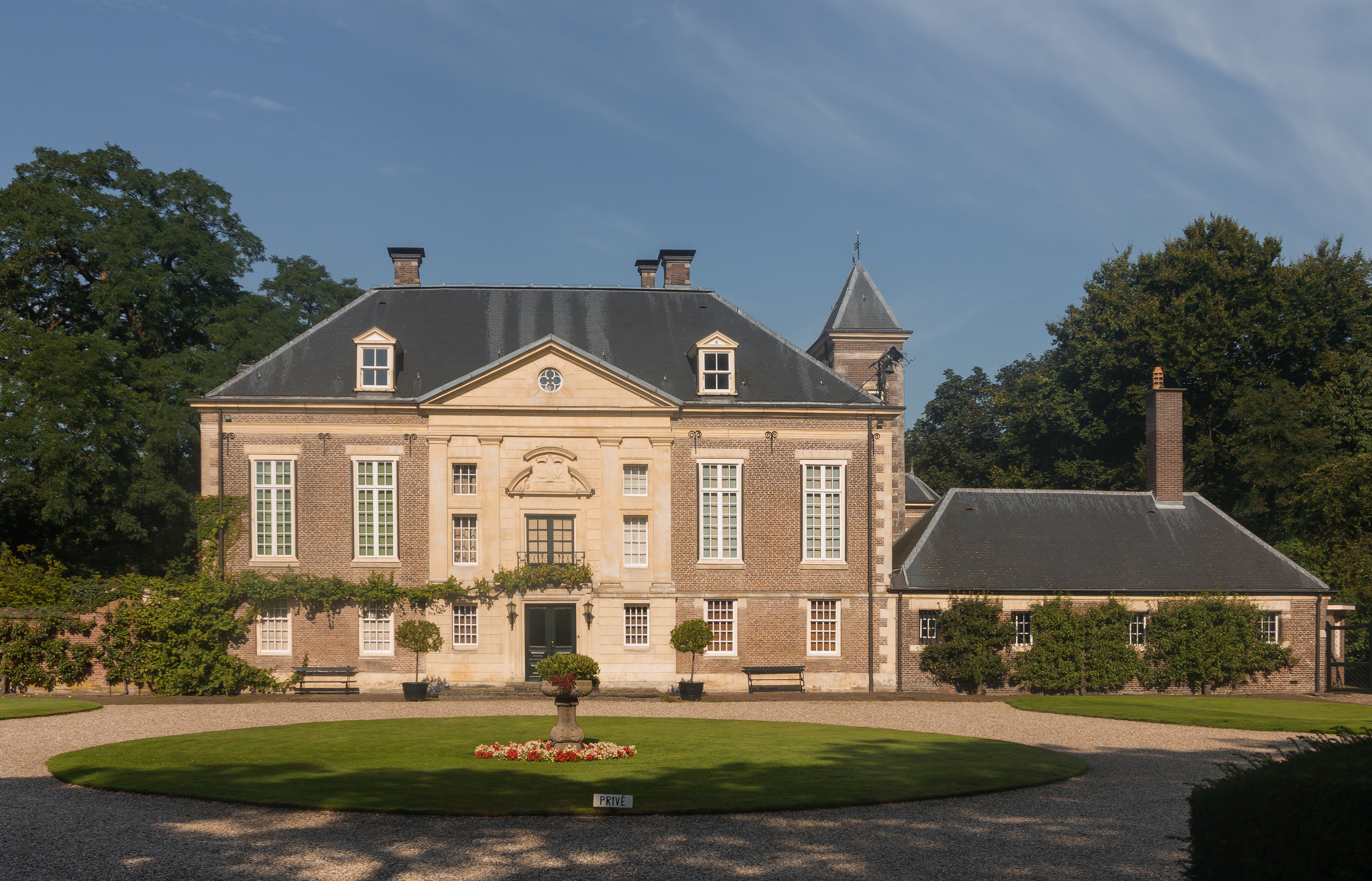
Huis Diepenheim

Huis Diepenheim, 1177 erstmals erwähnt, wurde in seiner heutigen Gestalt ab 1648 durch Bernard Bentinck (1597–1668) erbaut, in dessen Familie es bis 1814 blieb. Seit 1925 gehört es den Baronen De Vos van Steenwijk und wird privat bewohnt.

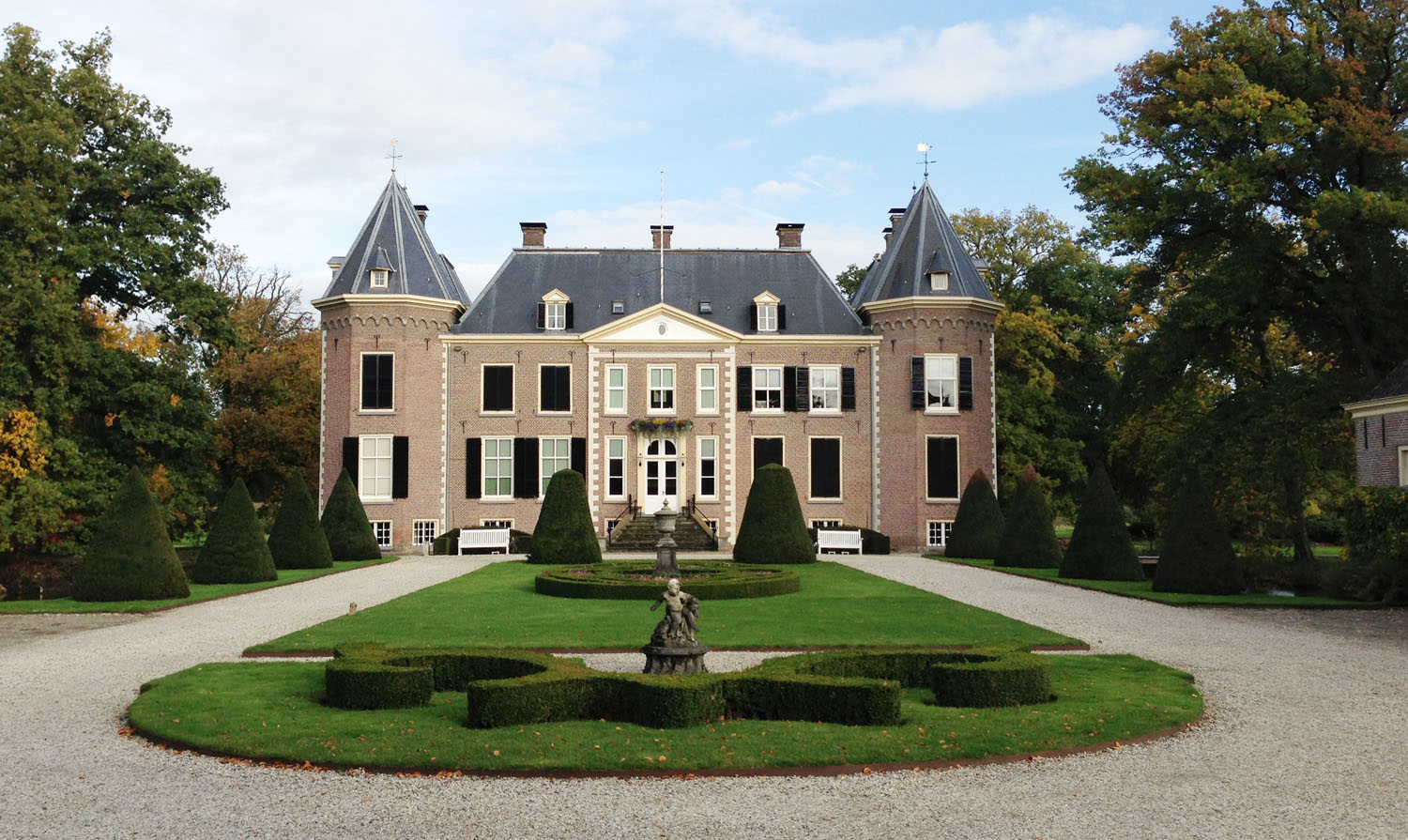
Schloss Nijenhuis

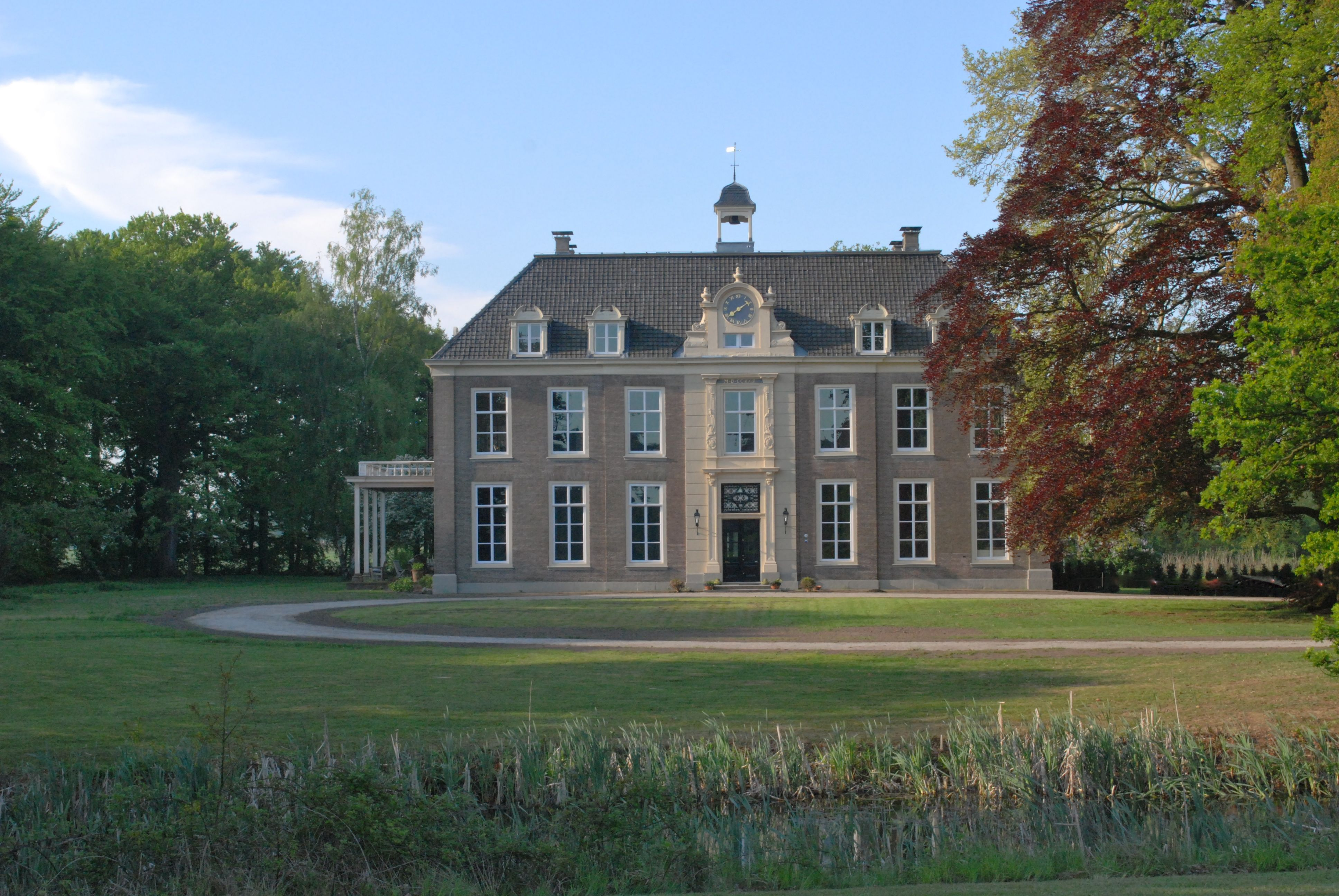
Huis Westerflier

Schloss Nijenhuis bei Diepenheim war ein Sitz von Lehnsleuten der Utrechter Bischöfe, kam Mitte des 15. Jahrhunderts an die Familie Van Beckum und blieb bis 1788, über mehrfache weibliche Erbfolge, bei deren Nachfahren. 1799 erwarb es Rutger Jan Schimmelpenninck. Bis heute gehört es den Grafen Schimmelpenninck. Zum Besitz gehört seit 1854 auch das nahe Haus Westerflier.
In Delden steht die spätgotische St.-Blasius-Kirche (15. Jahrhundert), die besichtigt werden kann. Delden hat auch ein dem Kochsalz gewidmetes Museum (Zoutmuseum).
In Markelo befindet sich seit 1959 ein 148 Meter hoher Fernsehturm.

## Partnergemeinden
1980 hat die ehemalige Gemeinde Markelo eine Partnerschaft mit der niedersächsischen Samtgemeinde Spelle begründet. Markelo ist in Hof van Twente aufgegangen, die Partnerschaft wird aber immer noch gepflegt.

## Töchter und Söhne der Gemeinde
- Albertus Boom (* 1938), Radrennfahrer
- Ingrid Kup (* 1954), Pop- und Schlagersängerin
- Tommy Wieringa (* 1967), Schriftsteller
- Ellen Jansen (* 1992), Fußballspielerin
- Maarten ter Hofte (* 2003), Rollstuhltennisspieler